# Ada (namn)

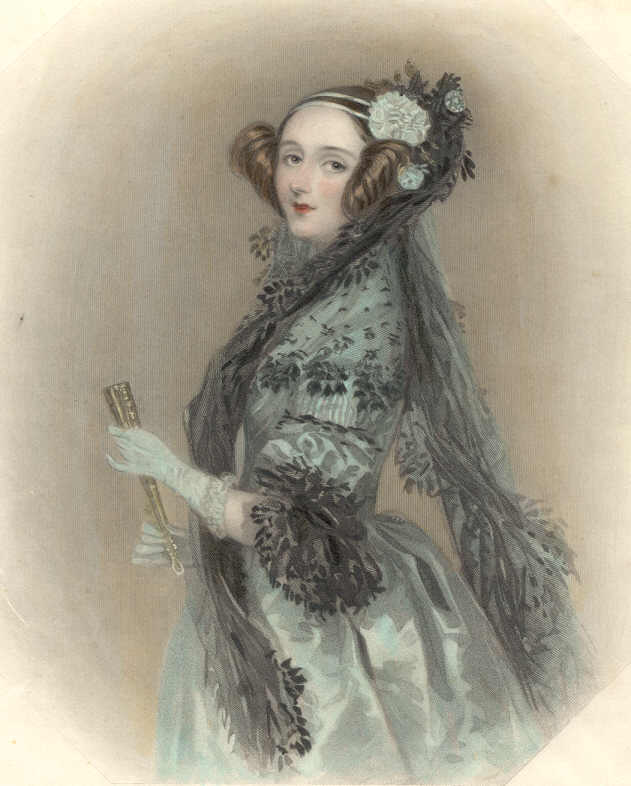
Ada Lovelace

Ada är dels en kortform av forntyska kvinnonamn som börjar på Adel- (till exempel Adela och Adelheid), dels ett namn av hebreiskt ursprung ('Adah עָדָה) med betydelsen prydnad eller smycke. Det äldsta belägget i Sverige är från år 1762. Namnet var som populärast i Sverige kring förra sekelskiftet (1900).
Det finns två kvinnor i Bibeln med namnet Ada: Esaus hustru (se Basemat) och den första av Lemeks hustrur. Den sistnämnda är den andra kvinnan efter Eva som nämns vid namn i Bibeln.
Den 31 december 2017 fanns det 1 231 kvinnor folkbokförda i Sverige med förnamnet Ada, varav 623 bar det som tilltalsnamn.
Namnsdag i Sverige: 10 mars (1986–1992: 23 december, 1993–2000: 4 mars), tillsammans med Edla. I den finlandssvenska namnsdagslängden har Ada namnsdag 16 december sedan 2000. Före det hade Ada namnsdag 30 oktober 1929–1999.

## Personer med namnet Ada
- Ada Ellen Bayly, brittisk författare
- Ada Berger, svensk regissör och dramatiker
- Ada Christen, pseudonym för den österrikiska författaren Christiane Friderik
- Ada Colau, katalansk politiker
- Ada Cross, brittisk psalmförfattare
- Ada Hegerberg, norsk fotbollsspelare
- Ada av Holland, nederländsk regent
- Ada Ihmels, svensk konstnär
- Ada Kok, nederländsk simmare
- Ada Kramm, norsk skådespelare
- Ada Lovelace, brittisk matematiker och föregångare inom programmeringskonsten
- Adah Isaacs Menken, amerikansk skådespelerska och poet
- Ada Negri, italiensk författare
- Ada Nilsson, svensk läkare och medlem i Fogelstadgruppen
- Ada Thilén, finländsk konstnär
- Ada Yonath, israelisk kemist, mottog Nobelpriset i kemi 2009

## Fiktiva personer med namnet Ada
- Ada, karaktär inom Göteborgshumorn, se Kal och Ada
- Ada – benämning på kvinnliga teknologer vid KTH, se Osquar och Quristina